# さんすくみ
『さんすくみ』は、絹田村子による日本の漫画作品。
読み切りシリーズ6編の掲載（『読経しちゃうぞ!』）を経て、『月刊フラワーズ』（小学館）2010年4月号から2015年4月号まで連載。宮司の息子、住職の息子、牧師の息子の3人が繰り広げるコメディタッチの作品。尚、当初は牧師の息子はいなかったが、担当編集者の提案で加わった。
「全国書店員が選んだおすすめコミック2012」、13位。

## 登場人物
相澤 恭太郎（あいざわ きょうたろう）
宮司の息子（永室神社。祭神は布留御魂大神。ご利益は長寿延命・病気平癒）。ヘタレ。おみくじでは大抵凶を引く。その上、降水確率0%の日にまで雨が降る超雨男。これまでに何度も家業が原因で女の子に振られてきた（「結婚前提のようで重い」など）。母親が恐い。極度の甘党で、菓子を肴に酒が飲める。一人っ子。霊感はない。
伊波 孝仁（いなみ たかひと）
住職の息子（九誉寺）。ビビり。読経してからでないと眠れない気質。霊を見ることができる。お嬢様育ちの母親が、何かにつけて浪費してしまうのが悩み。女子高校生の妹がいる。
綾本 工（あやもと たくみ）
牧師の息子（秋日野教会）。クォーターで、元々祖父は宣教師として来日したドイツ人。オカルト現象やスプラッター映画が大好きだが、女の子にはなかなかその趣味を理解してもらえない。陰鬱な雰囲気の美人の女性が好き。弟がいる。

## 読経しちゃうぞ!
ここでは「さんすくみ」の前身にあたる読み切りシリーズ6編と同時収録の作品について述べる。
鳥居は端からくぐれ!
『月刊フラワーズ』2008年12月号掲載
大晦日の夜、宮司の父がぎっくり腰になり、急遽元旦の一般祈祷の役目を仰せつかった息子の恭太郎。だが恭太郎は、元旦に初デートの約束を入れていた。何とかデートも祈祷も両立させようとする。
金曜日は悪魔祓い!
『月刊フラワーズ』2009年5月号掲載
父が留守にしていた金曜日の夜、信徒の女性に「聞いてほしいことがある」と言われた工。まだ牧師ではない工だが、女性が美人だったために軽い気持ちで応じてしまう。肝試しに行った廃墟でロザリオを落としてしまったと言う女性のために、工は恭太郎たちを連れて探しに行くことにする。
読経しちゃうぞ!
『月刊フラワーズ』2009年9月号掲載
お盆に檀家さんの家を回って読経していた孝仁は、急ぐあまりスピード違反で婦警に止められてしまう。翌日、お布施の額が多い通称・VIP檀家の遠山家を訪れた孝仁は、あの婦警と再会する。
僕達には秘密がある
『月刊フラワーズ』増刊『凛花』第8号掲載
3人が高校に入学してすぐ、まだ互いの素性を知らない時の物語。
鎮めてみせます!
『月刊フラワーズ』2009年11月号掲載
地鎮祭日和のよく晴れた秋の大安吉日、おみくじで「水難の相あり」の凶を引いてしまった恭太郎。いつものこととは言え、落ち着かない気分のまま現場に向かった恭太郎は、中学の時同じクラスだった女子と再会し、飼い犬を地鎮祭に同席させることを了承してしまう。
小羊の召すまま!
『月刊フラワーズ』2010年2月号掲載
間近に迫ったクリスマスの準備に忙しい日曜日。降誕劇に出演予定の2人の子供がインフルエンザでダウンしてしまい、時期的に暇な孝仁と恭太郎に代役を頼む。工は、外から練習をこっそり覗くアンニュイな女性が気になっていた。

### 『読経しちゃうぞ!』同時収録作品
道行き
『月刊フラワーズ』2008年9月号掲載、第36回コミックオーディション銀の花賞受賞
ど田舎の祖父母の家に行くことになった大学生の倫幸（みちゆき）。だが、父が書いてくれた地図が適当過ぎて道に迷ってしまう。
夏男と鳥女
『月刊フラワーズ』増刊『凛花』第7号掲載
美大の学生、夏川冬彦と鴨野。積み忘れた個展に出品する作品を運んでおいて欲しいと教授に頼まれた夏川は、面倒くさいからと業者に頼むが、それを知らない鴨野は作品が盗難に遭ったと思い込む。

## 書誌情報
- 絹田村子 『読経しちゃうぞ!』小学館・flowersフラワーコミックスα
  - 2010年3月10日発売、ISBN 978-4-09-133100-7[1]、「道行き」「夏男と鳥女」収録
- 絹田村子 『さんすくみ』小学館・flowersフラワーコミックスα、全10巻
  1. 2010年11月10日発売、ISBN 978-4-09-133460-2[2]
  2. 2011年05月10日発売、ISBN 978-4-09-133814-3[3]
  3. 2011年11月10日発売、ISBN 978-4-09-134112-9[4]
  4. 2012年05月10日発売、ISBN 978-4-09-134467-0[5]
  5. 2012年12月10日発売、ISBN 978-4-09-134795-4[6]
  6. 2013年05月10日発売、ISBN 978-4-09-135220-0[7]
  7. 2013年11月08日発売、ISBN 978-4-09-135576-8[8]
  8. 2014年06月10日発売、ISBN 978-4-09-136115-8[9]
  9. 2014年11月10日発売、ISBN 978-4-09-136418-0[10]
  10. 2015年06月10日発売、ISBN 978-4-09-137307-6[11]